# Gaizka Toquero Pinedo
Gaizka Toquero Pinedo (Vitòria, 9 d'agost de 1984) és un exfutbolista professional basc que jugava com a davanter.
Va jugar la major part de la seva carrera amb l'Athletic Club amb el dorsal, poc comú en els davanters, número 2. Amb un total de 207 partits amb l'Athletic, en set temporades, en els quals va marcar 24 gols, va ser un dels jugadors preferits per l'afició a causa de la seva entrega.

## Trajectòria
Gaizka Toquero va començar a jugar al CD Ariznabarra de Vitòria. Posteriorment va estar al SD Lemona i més tard el va fitxar el Sestao River. A poc a poc va agafant forma fins que l'Athletic Club es fixa en ell el 2008. Com que no entra als plans de Joaquín Caparrós és cedit a la SD Eibar gràcies al nou tècnic armer, Carlos Pouso, que ja el va entrenar al Sestao, però és recuperat al mercat d'hivern per l'Athletic Club.
El 4 de març de 2009 va marcar el gol definitiu contra el Sevilla FC (3-0) per classificar l'Athletic, 24 anys després, a la final de la Copa del Rei. Va marcar el seu primer gol el 21 d'abril de 2009, davant del CD Numancia al Los Pajaritos. Va fer l'1-1, en un partit que a posteriori acabaria en 1-2.
El 13 de maig de 2009 va marcar l'únic gol de l'Athletic Club a la final de la Copa del Rei de 2009, en la qual el seu equip va caure derrotat per 1-4 davant del FC Barcelona.
Va marcar el primer gol de l'Athletic Club a la lliga 2009-10, aconseguint els tres punts de l'equip contra el RCD Espanyol. Contra el Reial Valladolid va aconseguir el seu primer doblet a la Primera Divisió.